# Bogotol
Bogotol è una città della Russia siberiana centro-meridionale, situata 252 km ad occidente del capoluogo Krasnojarsk, sul versante settentrionale della sezione meridionale dei monti Arga. È capoluogo del rajon Bogotol'skij, pur essendo amministrativamente dipendente direttamente dal kraj.

## Società

### Evoluzione demografica
Fonte: mojgorod.ru
- 1959: 30.900
- 1979: 28.200
- 1989: 27.800
- 2002: 24.400
- 2010: 21.360